# 貝內維德斯

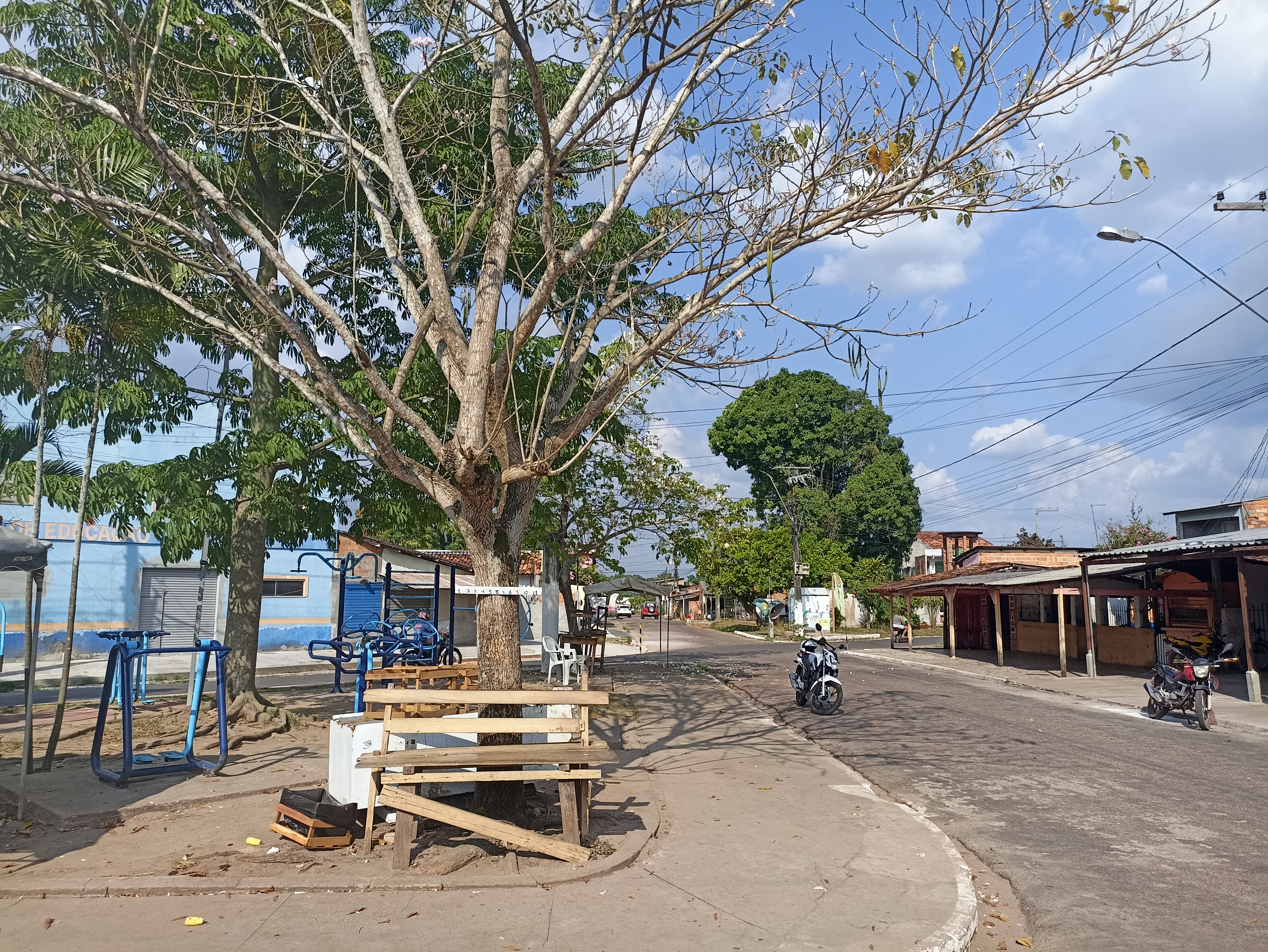
貝內維德斯

貝內維德斯（葡萄牙語：Benevides），是巴西的城鎮，位於該國北部，由帕拉州負責管轄，始建於1961年12月29日，面積188平方公里，海拔高度28米，2014年人口57,393，人口密度每平方公里305.5人。